# König-Ludwig-Brücke
Die König-Ludwig-Brücke ist eine Brücke über der Iller in der Stadt Kempten im Allgäu. Errichtet wurde das Bauwerk von der Königlichen Bayerischen Staatseisenbahn Mitte des 19. Jahrhunderts. Nach mehreren Umbauten und Nutzungsänderungen dient die Brücke heute als Fußgänger- und Fahrradbrücke.

## Lage
Die Brücke überquert den Illerdurchbruch im Süden Kemptens. In der Erbauungszeit war das Gebiet rund um die Brücke kaum bebaut. Geologisch betrachtet steht das Brückenbauwerk auf Ablagerungen der Endmoränen und Rückzugsstadien der Würmeiszeit.

## Geschichte
Die dreifeldrige Holzbrücke wurde von 1847 bis 1851 in der von dem amerikanischen Ingenieur William Howe entwickelten Fachwerk-Bauweise mit zwei parallelen Überbauten und obenliegender Fahrbahn für die Ludwig-Süd-Nord-Bahn errichtet.
Das Gewicht der Züge und Lokomotiven stieg bald an, die Brücke wurde später eingleisig betrieben. Es durfte sich zur gleichen Zeit nur ein Zug auf der Brücke befinden. Im mittleren Brückenfeld wurden im Jahr 1878 aus Eisen gefertigte Zuggurte eingebaut.
1905 wurde das Bauwerk aufgrund der fast fertigen, benachbarten Betonbrücken (Obere Illerbrücken) für Züge gesperrt. Im Jahr 1911 erwarb die Stadt Kempten die Fachwerkbrücke und ließ sie für den Straßenverkehr umbauen. Im April 1945 sprengte die Wehrmacht das östliche Feld der hölzernen Überbauten. Noch 1945 konnte die Lücke durch eine hölzerne Behelfsbrücke geschlossen werden. 1957 wurde diese Behelfskonstruktion durch eine Verbundkonstruktion ersetzt.
Nach dem vollendeten Bau des neuen Kemptener Hauptbahnhofs im Jahr 1969 wurde eine der Betonbrücken nicht mehr von der Bahn benutzt und für den Straßenverkehr umgebaut. So konnte die Stadt im Jahr 1970 das älteste Brückenbauwerk der Stadt für Fußgänger und Fahrradfahrer freigeben. Ihren heutigen Namen König-Ludwig-Brücke erhielt die Brücke im Jahr 1988, amtlich heißt sie beim Denkmalamt Illerbrücke I. Zuvor waren die Brückenteile von 1957 wegen Korrosionsschäden demontiert worden. Zusätzlich wurden das Mittel- und das Weststück des nördlichen, hölzernen Überbaus 1986 mit einem Autokran ausgebaut. Das Weststück wurde gekürzt, um 180 Grad gedreht und ersatzweise in die östliche Lücke gesetzt.
Die Brücke ist die einzige erhaltene und längste aller Howe-Brücken in Deutschland, vermutet wird, dass dieses Alleinstellungsmerkmal weltweit zutrifft. Im Jahr 2005 wurde das Lärchen- und Eichenholz der Brücke mit einem Netz aus Kunstfaser vor Sonneneinstrahlung geschützt, um der Holzalterung entgegenzuwirken. Ursprünglich war die Brücke zum Schutz des Holzes gegen die Witterung (und vermutlich auch zum Schutz vor glühenden, von den Lokomotiven herab fallenden Kohlenstücken) verschalt. Diese Maßnahme konnte dennoch nicht gegen Feuchtigkeitsschäden vorbeugen.
Mittlerweile waren die Schäden durch Witterung so weit fortgeschritten, dass sich die Stadt Kempten im Dezember 2013 entschied, die Brücke aus Sicherheitsgründen zu sperren. Ein kleiner Personenkreis stellte die Sanierung der Brücke in Frage und forderte einen Abriss.
Der Kemptener Stadtrat fasste den Beschluss zur Sanierung. Die Gelder dazu kommen aus verschiedenen Quellen, unter anderem aus Mitteln des Bundesministeriums für Umwelt, Naturschutz, Bau und Reaktorsicherheit. Ab 1. September 2017 wurde die benachbarte Straßenbrücke gesperrt, um mit zwei großen Kränen die Holzkonstruktion, in drei Teile zerlegt, zuerst auf die Brücke und dann auf einen Parkplatz an der Kotterner Straße zu transportieren. Dort wurden die Brückenteile in einer Art „Feldwerkstatt“ saniert und für den Wiedereinbau vorbereitet. Am 17. Juli 2018 wurde das mittlere und schwerste Brückenteil nach der Restaurierung wieder auf die Pfeiler gesetzt. Die Sanierung, die 2015 durch das Bundesprogramm Nationale Projekte des Städtebaus gefördert wurde, wurde 2018 abgeschlossen.

## Konstruktion
Die Brücke überspannt das 120 Meter breite und an dieser Stelle 34 Meter tiefe Illertal mit drei Trägern, deren Spannweiten 35, 52 und 26 Meter (von West nach Ost) betragen. Der Querschnitt des hölzernen Brückenüberbaus, zwei kastenförmige Konstruktionen, haben jeweils zwei vertikale, 5,26 Meter hohe Trägerwände und je einen unten- und obenliegenden Windverband. Diese kastenförmigen Konstruktionen wurden etwa alle zwölf Meter durch Andreaskreuze quer ausgesteift. Die Trägerwände haben drei Schichten. Die beiden äußeren bestehen aus den Hauptstreben, die zur Brückenmitte ansteigen. Die Gegenstreben bilden die mittlere Schicht der Trägerwand. Die Streben haben einen quadratischen Querschnitt mit 19 Zentimeter Kantenlänge und sind aus behauenen Schweizer Lärchenbalken gefertigt. Daneben kam ölgetränktes Eichenholz zum Einsatz. Die Streckbäume (Obergurt und Untergurt) sind aus jeweils drei parallelen Balken mit rechteckigen Querschnittsabmessungen von 22 × 28 Zentimetern aufgebaut und sind etwa 10,6 Meter lang. Die paarweisen eisernen Hängestangen sind in den Brückenfeldern etwa alle 2,12 Meter angeordnet. Die Durchmesser variieren zwischen fünf Zentimetern in der Nähe der Auflager und vier Zentimetern in Feldmitte. Dies weist auf die Berechnung der Howeschen Träger durch Karl Culmann hin. Die Hängestangen wurden bei der BHS in Sonthofen hergestellt. Diese beiden Kastenkonstruktionen trugen über gemeinsame Querbalken die beiden Gleise der Eisenbahn. Die gesamte Holzkonstruktion ruht auf zwei Pfeilern mit ungefähr 25 Meter Höhe und auf zwei Widerlagern, die aus Bruchsteinmauerwerk mit einer Verblendung aus Werkstein ausgeführt sind. Die Pfeiler dagegen sind aus massivem Nagelfluh hergestellt worden. Die beiden Widerlager haben spitztonnenförmige Räume, in denen Becken eingelassen sind, die auch als Löschwasserlager dienten. Der Schutz der Holzkonstruktion wurde durch ein „Dach“ aus doppelter Holzverschalung und einer Abdeckung mit Weißblech, der Seiten durch hängende Holztafeln erreicht. Diese Verkleidung schützte vor den Wettereinflüssen (Regen, Sonne) und vor Funkenflug und Asche der Dampflokomotiven.
Wegen des steigenden Gewichts der Lokomotiven (im Jahr 1854 etwa 19 to, 1859 etwa 30 to, 1890er Jahre etwa 60 Tonnen) wurde die Brücke später eingleisig betrieben. Im mittleren Brückenfeld wurden im Jahr 1880 aus Eisen gefertigte Zuggurte (Unterspannung) eingebaut, die an den hölzernen Oberbäumen (Funktion als Druckgurt der Konstruktion) befestigt wurden.
Nachdem im Jahr 1911 die Brücke von der Stadt Kempten gekauft wurde, wurden die Gleise abgebaut und die ursprüngliche Unterkonstruktion der Eisenbahnbrücke mit einer Straßenfahrbahn versehen.
Im Jahr 1986 wurde die ganze Brücke umfangreich umgebaut. Der nördliche, oberstromige Träger wurde mit allen drei Teilträgern ausgebaut, der westliche Träger wurde umgebaut, gedreht und ersetzte im östlichen Teil des südlichen, unterstromigen Trägers die Verbundkonstruktion aus dem Jahr 1951. Das Holz des mittleren, nördlichen Trägers ging unter bzw. wurde als Tragwerk einzelner Fußgängerbrücken, z. B. am Stadtweiher, weiter genutzt. Die hängenden Holztafeln an den Seiten wurden entfernt, damit einerseits der Blick auf die Trägerkonstruktion frei wird andererseits die Windbelastung auf die Brücke reduziert werden konnte.
Im Dezember 2013 wurde von der Stadt Kempten die Brücke gesperrt. Die Träger wurden mit Folien verpackt, damit es zu keinen weiteren Witterungseinflüssen auf die Konstruktion kommen kann. Die Standsicherheit der Brücke wurde geprüft, mit dem Ergebnis der Prüfung soll ein Sanierungsplan ausgearbeitet werden. Im August 2015 entschied der Stadtrat von Kempten die Brücke zu sanieren. Die reinen Baukosten der Sanierung der Brücke wurden zunächst auf 3,3 Millionen Euro geschätzt. Die Gesamtkosten inkl. z. B. Planung und Umfeldgestaltung, betrugen aber letztlich mehr als 5 Millionen Euro. Aus dem „Bundesprogramm für Nationale Projekte des Straßenbaus“ sollen zwei Drittel Zuschuss fließen. Nach der Sanierung soll die Brücke wieder dem Fuß- und Radverkehr zur Verfügung stehen.
Im Rahmen der Sanierung, nach dem Jahr 2013, wurden die geschädigten Bauteile ausgetauscht. Für eine dauerhafte Lösung wurde eine horizontal verlaufende Lamellenschalung angebracht, die einerseits die Brücke vor dem Regen schützt, andererseits einen geringen Luftwiderstand hat, so dass die Brücke ohne Zugverankerung auf den Pfeilern nachgewiesen werden konnte. Damit wurde auch erreicht, dass Teile der Tragkonstruktion sichtbar sind. Weiterhin wird Gussasphalt aufgebracht, um die Nutzung auch mit verschiedenen Fahrzeugen (z. B. Inlineskates) zu ermöglichen. Das Geländer wird als Seilgeländer ausgeführt.

## Bedeutung

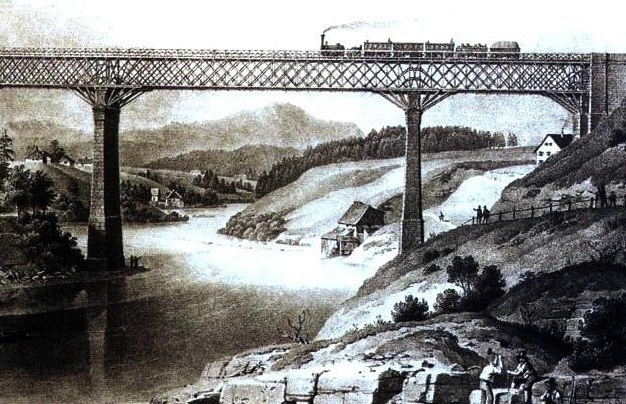
Alleinstehende König-Ludwig-Brücke um 1853 nach Zeichnung Eberhard Emmingers

- Die König-Ludwig-Brücke ist aufgrund des Bayerischen Denkmalschutzgesetzes ein Baudenkmal.[25]
- Am 20. April 2012 wurde die Brücke von der Bundesingenieurkammer als Historisches Wahrzeichen der Ingenieurbaukunst in Deutschland ausgezeichnet.[26] Die Gründe der Auszeichnung waren nicht nur, dass sie weltweit eine der ältesten hölzernen Eisenbahnbrücken und in Europa die älteste Brücke nach dem Howe-System[27] ist, sondern lagen auch darin, dass die Bemessung der Brücke nicht auf empirischen, sondern auf berechneten Grundlagen beruht. Die Brücke markiert somit den Übergang zur theoretisch begründeten Konstruktion im 19. Jahrhundert. „Ohne Übertreibung ist sie als weltweit einzigartiges Monument der Bautechnik anzusehen.“[28]
- Am 22. September 2019 erhielt die Brücke den Deutschen Ingenieurpreis Straße und Verkehr 2019 in der Kategorie „Baukultur“.[29]
- Die Sanierung der Brücke wurde mit dem „Deutschen Brückenbaupreis 2020“ in der Kategorie Fuß- und Radwegbrücken ausgezeichnet.[30][31]

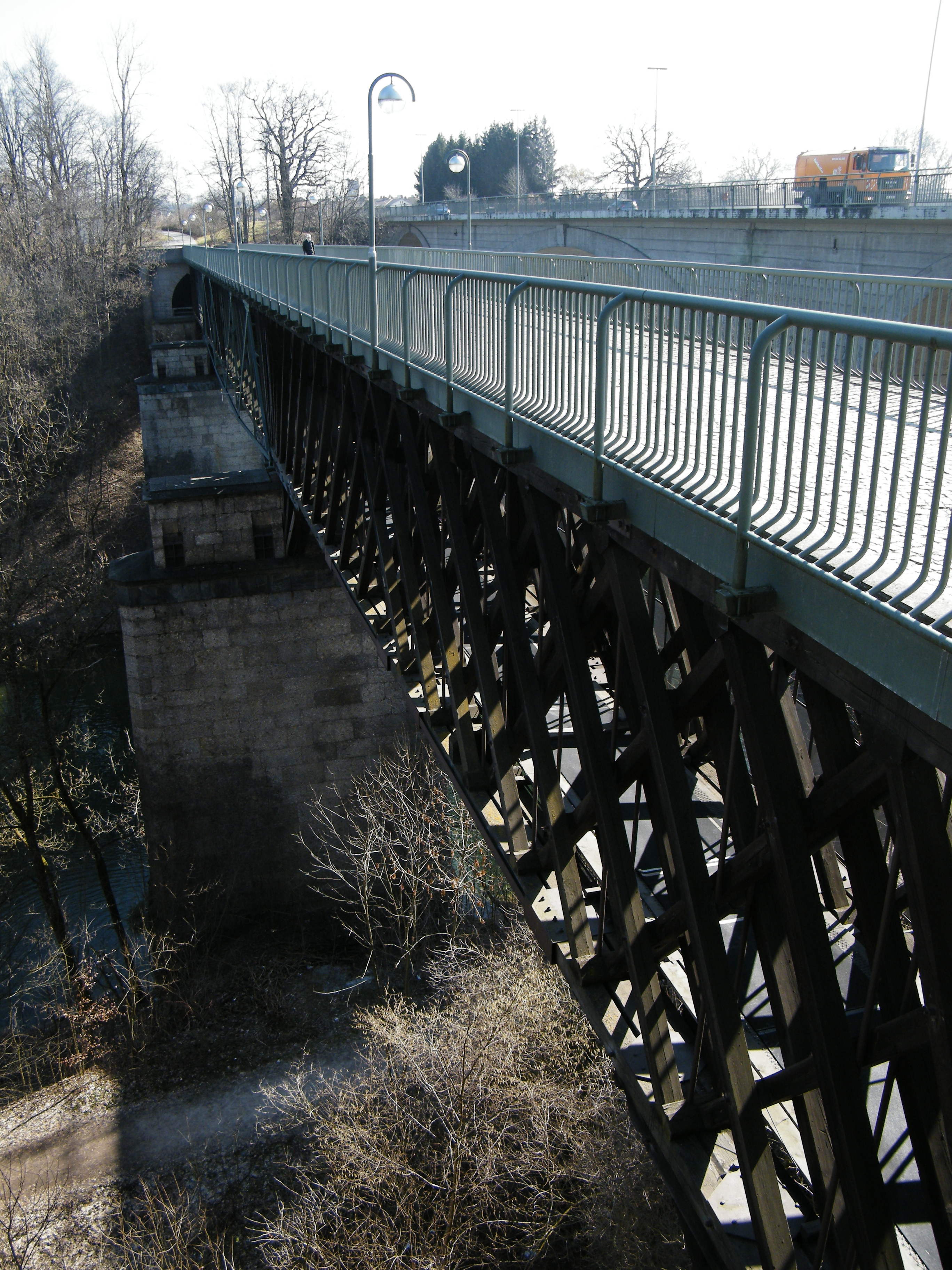
Unten liegende Howe-Träger
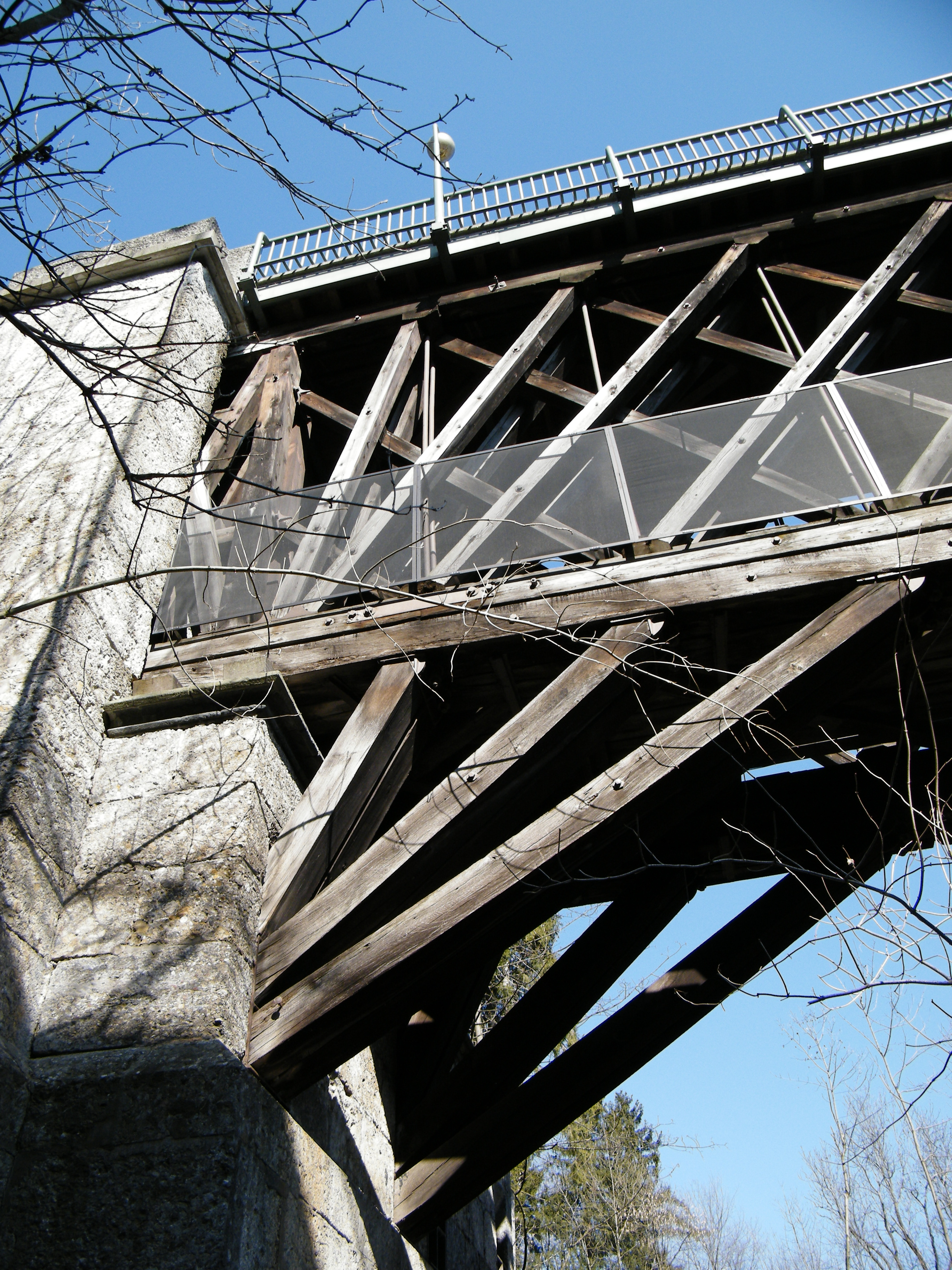
Auflagerdetail
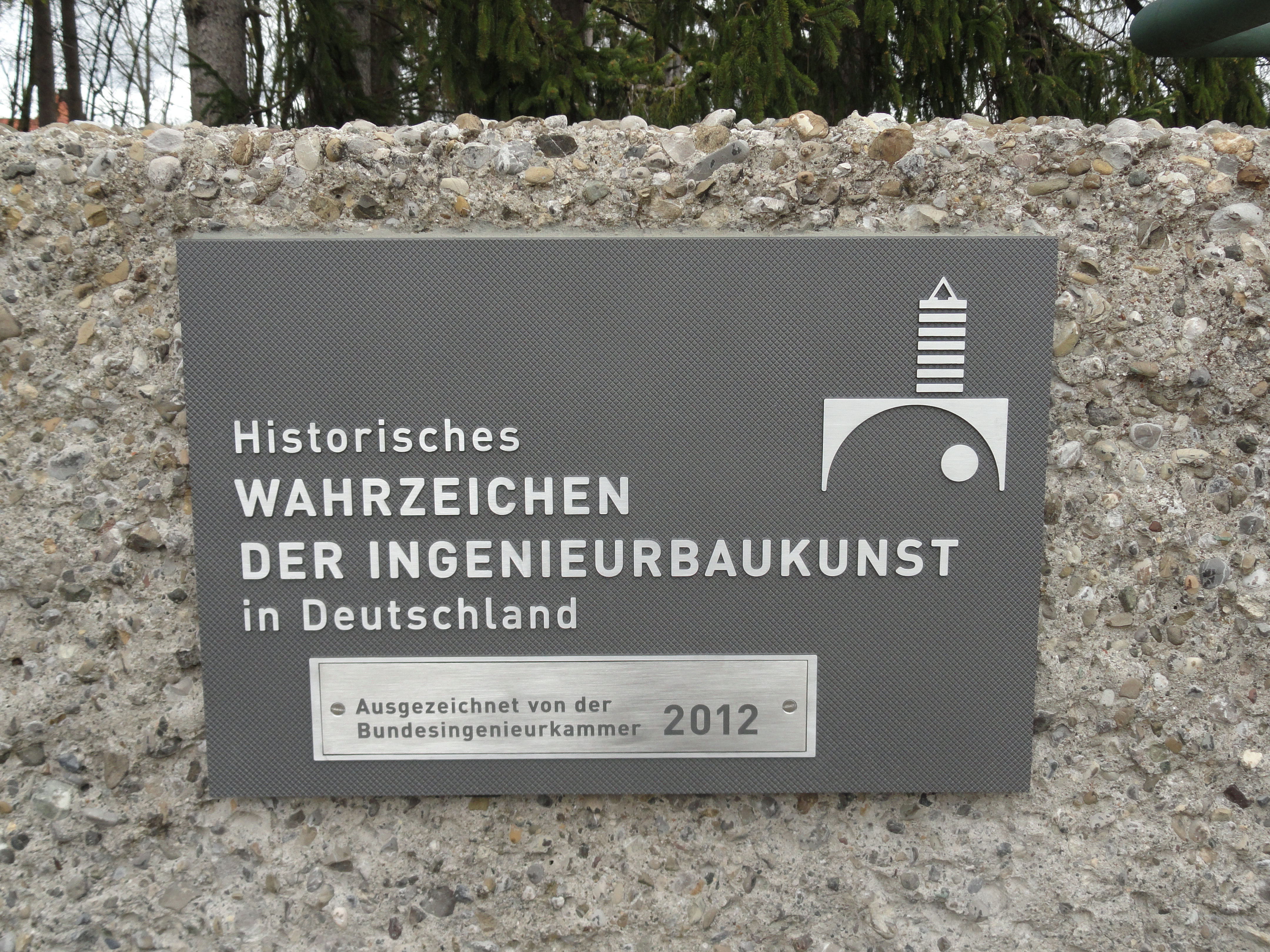
Plakette der Bundesingenieurkammer
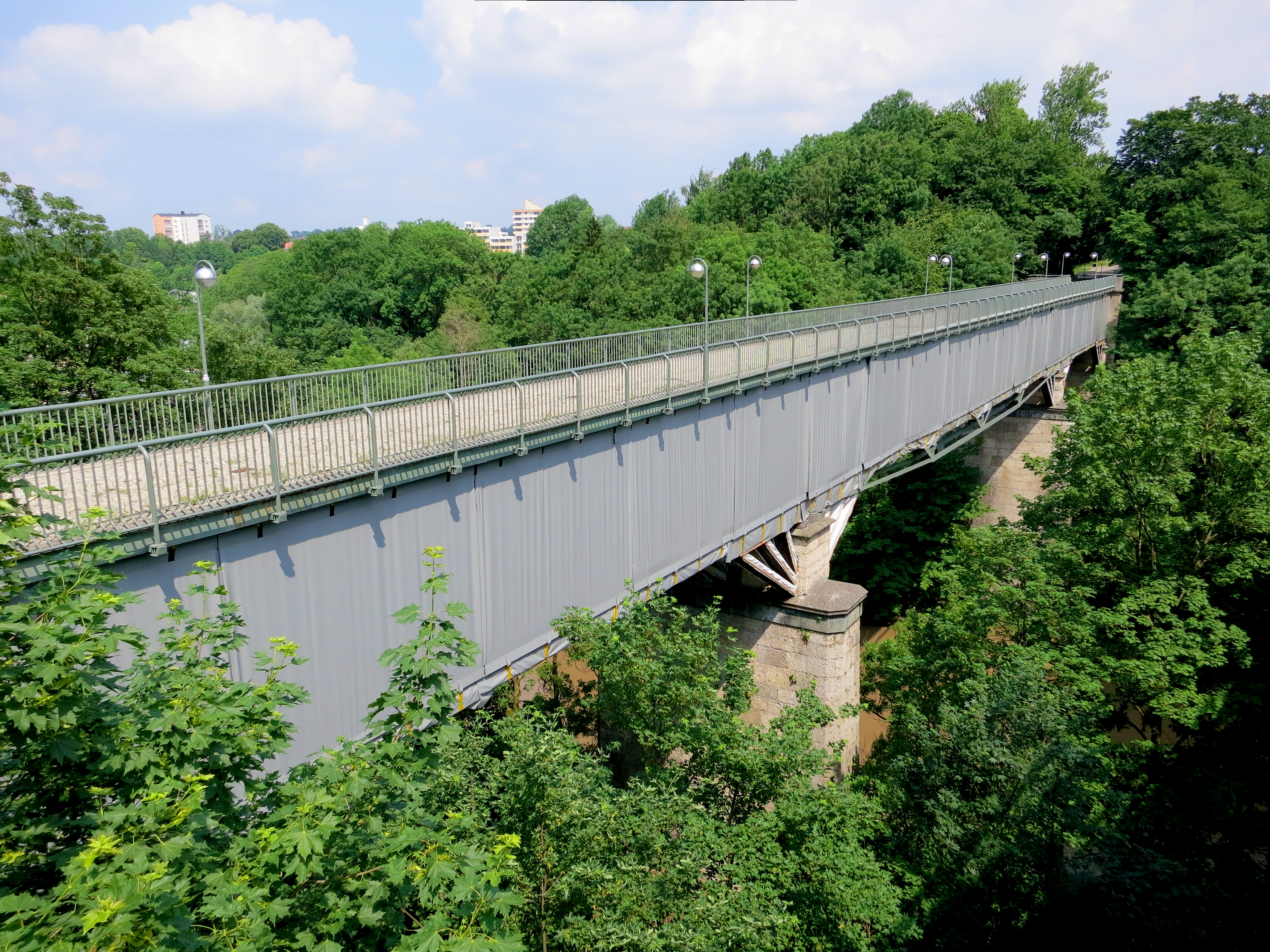
Verkleidung

## Darstellung in der Kunst
Das Bauwerk zeugte von der Industrialisierung und über die Bewunderung des technischen Fortschritts. Aus diesem Grund entstanden in dieser Zeit zahlreiche Lithographien und Zeichnungen mit der Brücke als Hauptmotiv. Dies änderte sich mit der Fertigstellung der benachbarten Betonbrücken, hierbei wurde die Holzkonstruktion aus den Lichtbildern vollständig retuschiert.
Die Brücke war nach ihrer Errichtung bis zum Jahr 1986 immer mit Holztafeln verschalt, die Fachwerkkonstruktion war daher nicht sichtbar. Trotzdem zeigen viele Abbildungen – auch Bildnisse aus der Zeit der Inbetriebnahme – die Brücke mit offenliegendem Fachwerk.